# Villa Orlando

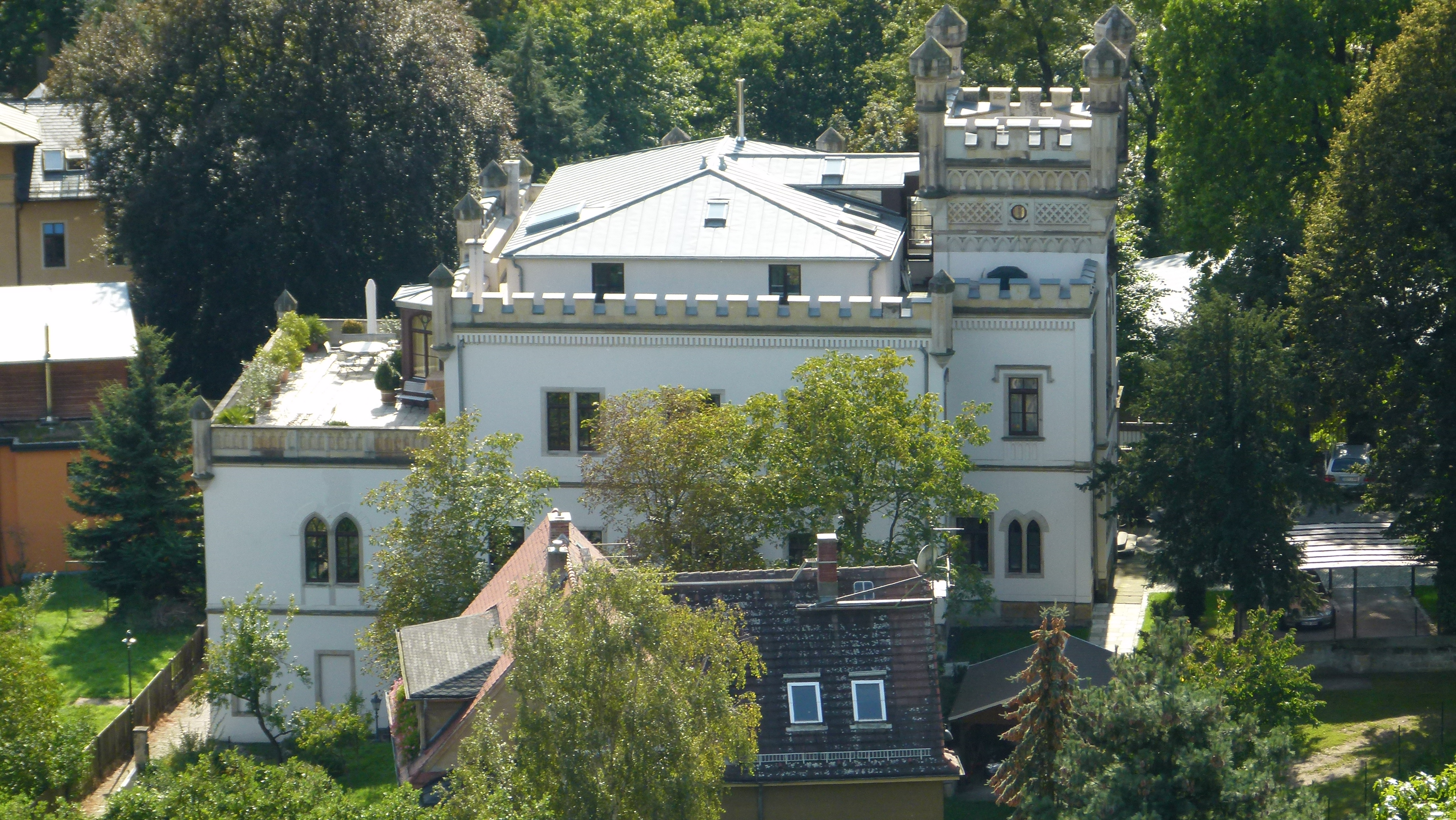
Villa Orlando

Die Villa Orlando ist eine Villa auf der Schillerstraße 4 im Dresdner Stadtteil Loschwitz, die unter Denkmalschutz steht. Sie zählt zu den wenigen gotisierenden Gebäuden Dresdens.

## Geschichte

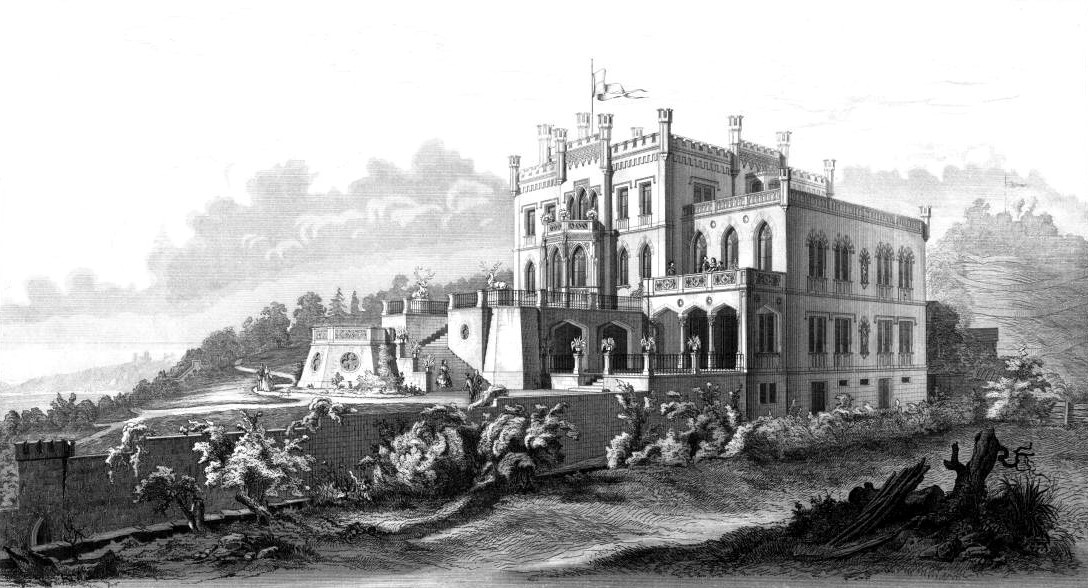
Die Villa Orlando auf einem Stich aus dem Jahr 1856

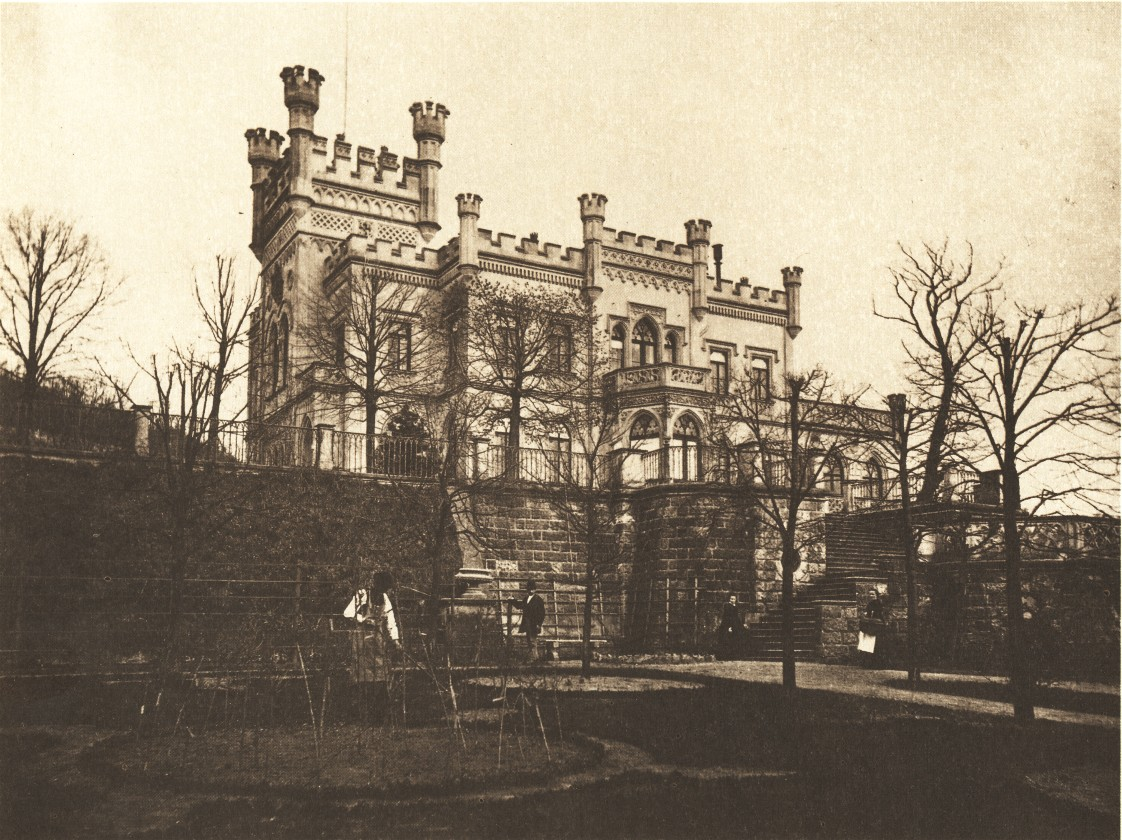
Villa Orlando um 1875 auf einer Fotografie von August Kotzsch

Die Villa Orlando entstand von 1848 bis 1853 durch Hugo Erhard (1810–1859) auf einem Weinberg „in exponierter Hanglage“. Sie erhielt ihren Namen nach dem italienischen Grafen Orlando, der sich in der Mitte des 19. Jahrhunderts am sächsischen Hof aufhielt und den Bau der Villa in Auftrag gab. Sie ersetzte die alten und teilweise baufälligen Wohngebäude des Grundstücks, von denen teilweise die Grundmauern in die neue Villa einbezogen wurden.
Zu ihrer Zeit galt die Villa als „eine der schönsten jener Besitzungen, welche in jüngster Zeit in der herrlichen Umgebung Dresdens entstanden“ und zählt noch heute zu den „prächtigsten Loschwitzer Villen“.
Nach Graf Orlandos Tod befand sich die Villa im Besitz verschiedener wohlhabender Bürger, bevor sie nach 1945 in ein Internat für Kinder griechischer Partisanen umgewandelt wurde. Nach der Nutzung durch die Konzert- und Gastspieldirektion und als Dienstobjekt der Bezirksverwaltung Dresden des Ministeriums für Staatssicherheit der DDR dienen die Räume der Villa Orlando heute als Atelierwohnungen.

## Bau

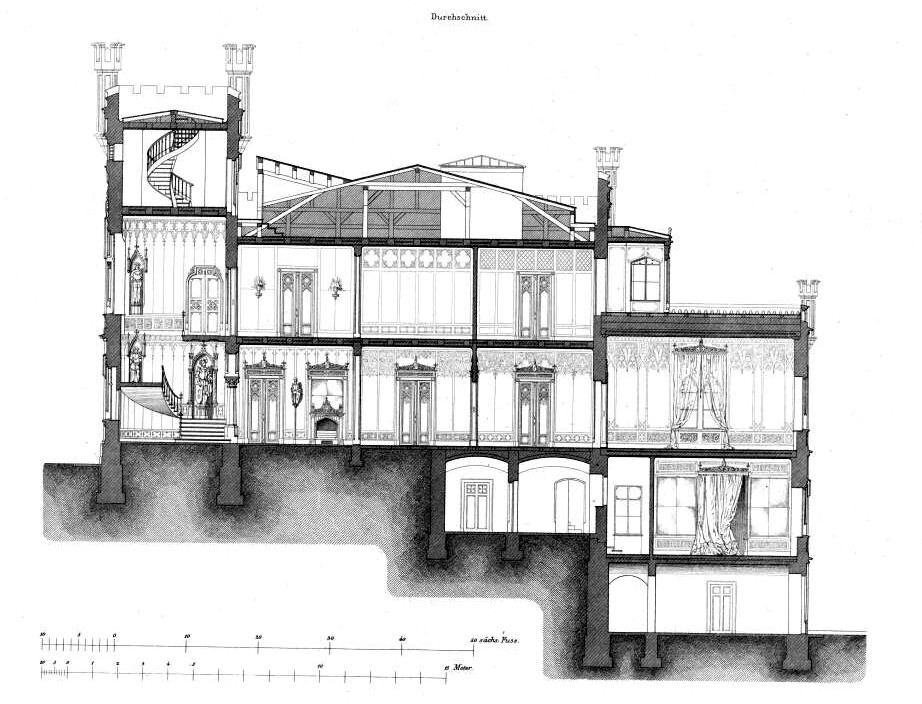
Schnitt durch die Villa, der die terrassenartige Anlage der Räume zeigt, Zustand 1856

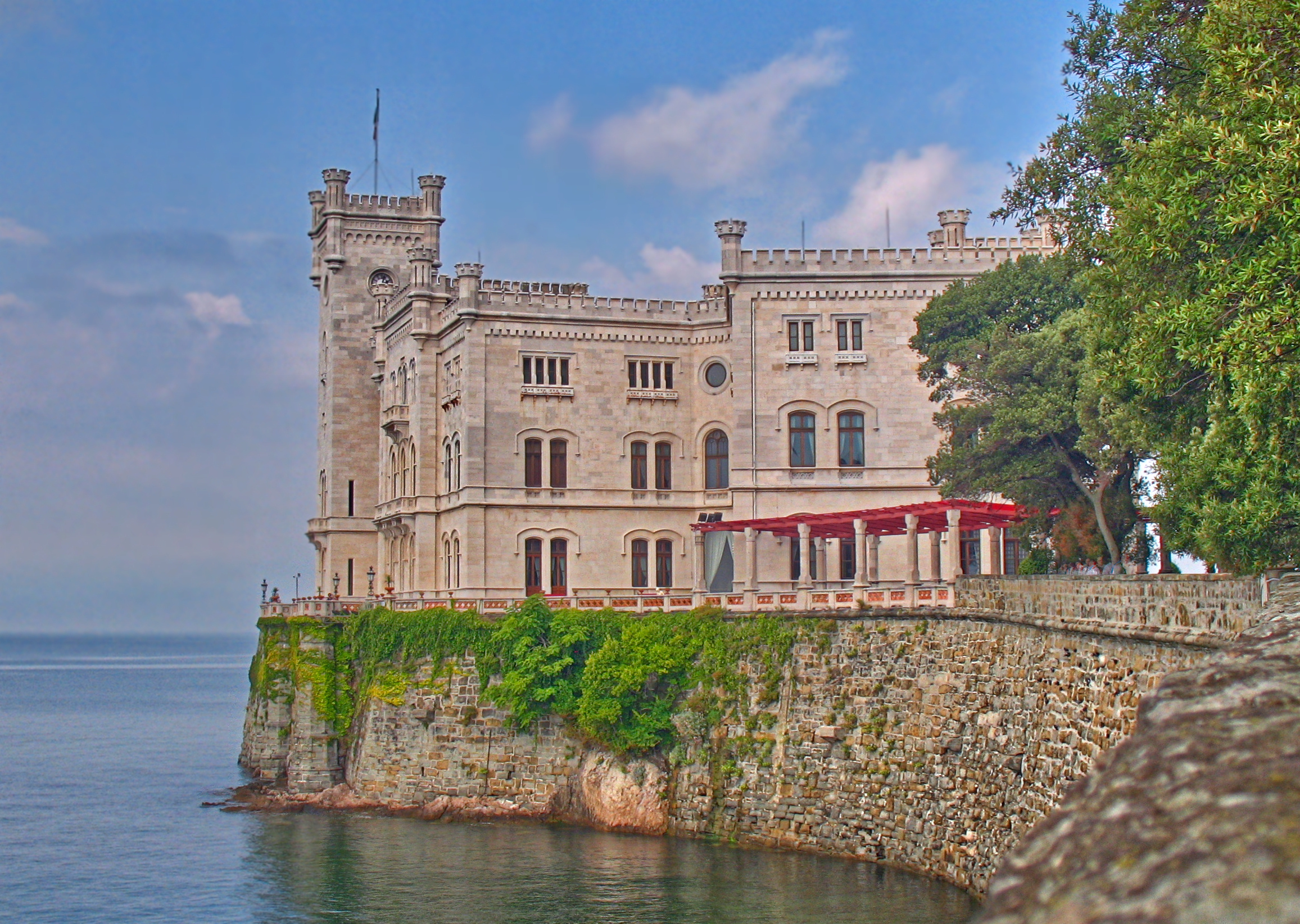
Schloss Miramare

Die Villa wurde nach dem Wunsch Orlandos in Sandstein aus dem Elbsandsteingebirge „mit Formen der Gothik … in freier Auffassung“ errichtet und mit byzantinischen und arabischen Stilelementen versehen.
Das oft als Vorbild genannte Schloss Miramare bei Triest wurde erst von 1856 bis 1860 erbaut.
Der Grund des Flügels des ursprünglichen Gebäudes wurde beibehalten wie auch der Grundriss des quadratischen Hauptgebäudes. Gänzlich neu entstand der Turmaufbau, der im Gebäude nordwestlich gelegen ist und der Villa durch den umlaufenden Zinnenkranz das Aussehen eines Kastells verleiht. Er dient als Aussichtsplattform und nimmt im Inneren das Treppenhaus auf.
Das Innere der Villa weicht vom Stil der Gotik ab. Die Räume der Villa steigen dem abschüssigen Hang entsprechend terrassenförmig auf. Die Haupträume liegen dabei nur wenig über dem Niveau des Grundstücks, während sich weitere Räume ab- und aufsteigend anschließen.
Der ursprünglich große Park der Villa wurde im Laufe der Jahre durch Parzellierungen verkleinert.